# Кригер (Повратак отписаних)
Кригер је тринаеста епизода телевизијске серије „Повратак отписаних“, снимљене у продукцији Телевизије Београд и Централног филмског студија „Кошутњак“. Премијерно је приказана у СФР Југославији 26. марта 1978. године на Првом програму Телевизије Београд.

## Историјска подлога
На крају ове, као и осталих епизода налази се натпис — Лица и догађаји су измишљени. Свака сличност је случајна.

## Улоге
| Глумац             | Улога                               |
| ------------------ | ----------------------------------- |
| Павле Вуисић       | Јоца                                |
| Драган Николић     | Прле                                |
| Воја Брајовић      | Тихи                                |
| Злата Петковић     | Марија                              |
| Александар Берчек  | Мрки                                |
| Стево Жигон        | Кригер                              |
| Татјана Лукјанова  | госпођа Саљниковa                   |
| Раде Марковић      | Милан                               |
| Данило Стојковић   | Стева, Прлетов отац                 |
| Љуба Тадић         | генерал Пеко Дапчевић               |
| Ксенија Јовановић  | примадона Петронијевић              |
| Милош Кандић       | Веља Ристић                         |
| Љубиша Самарџић    | Шпанац                              |
| Михајло Костић     | Павле                               |
| Стеван Миња        | пуковник Аљоша Иванович Белоногов   |
| Богосава Никшић    | Анђа, Прлетова мајка                |
| Душан Тадић        | Станоје                             |
| Вера Дедић         | Ленче                               |
| Цане Фирауновић    | Кениг                               |
| Стојан Аранђеловић | Иса                                 |
| Бобан Петровић     | Аца                                 |
| Добрила Илић       | служавка код примадоне Петронијевић |
| Зоран Цвијановић   | партизан                            |